# Comté de Johnson (Kansas)
Pour les articles homonymes, voir Johnson et Comté de Johnson.
Le comté de Johnson, en anglais : Johnson County, est un comté de l’État du Kansas aux États-Unis, il comptait 544 179 habitants en 2010. La ville la plus peuplée est Overland Park, son siège Olathe, la seconde plus peuplée.
Il est nommé en hommage à Thomas Johnson, missionnaire méthodiste auprès du peuple Shawnees et également membre de l’Assemblée législative territoriale du Kansas.

## Géolocalisation
| Comté de Leavenworth | Comté de Wyandotte |                             |
| Comté de Douglas     | Comté de Johnson   | Comté de Jackson (Missouri) |
| Comté de Franklin    | Comté de Miami     | Comté de Cass (Missouri)    |